# 賈隆富拉
賈隆富拉（法語：Djallon-Foula），是馬里的城鎮，位於該國南部，由錫卡索區的揚福利拉省負責管轄，處於揚福利拉以西40公里，面積471平方公里，2009年人口10,678，人口密度每平方公里22.7人。